# Јенджејов
Јенджејов (пољ. Jędrzejów) је град у Пољској у Војводству Светокришком у Повјату jędrzejowski. Према попису становништва из 2011. у граду је живело 16.166 становника.

## Становништво
Према прелиминарним подацима са пописа, у граду је 2011. живело 16.166 становника.
| 2002.  | 2011.  | 2012.  |
| ------ | ------ | ------ |
| 17.011 | 16.166 | 15.982 |